# 陶枕
陶枕（とうちん）は、陶磁器製の枕である。

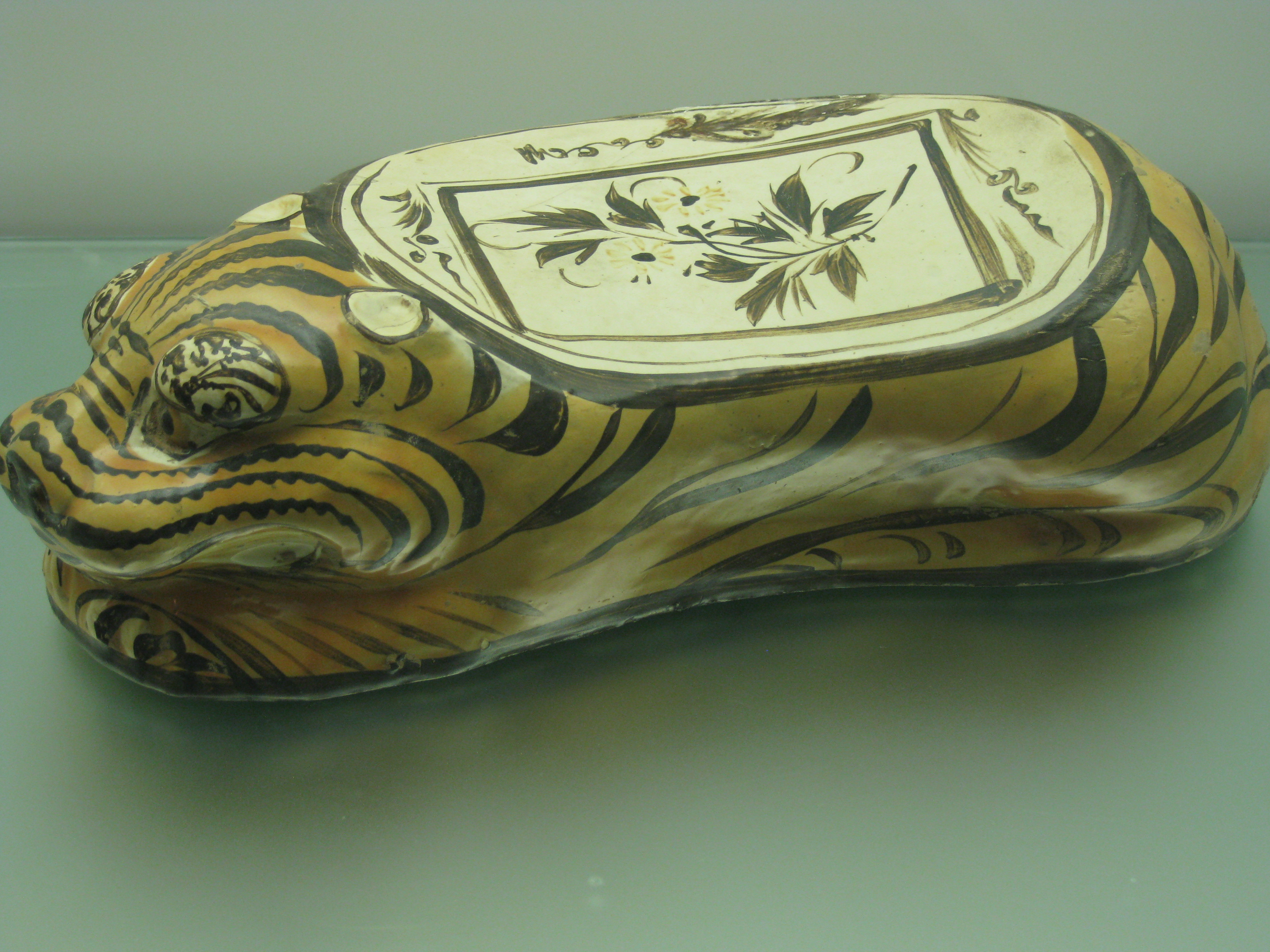
虎型の陶枕（金朝）

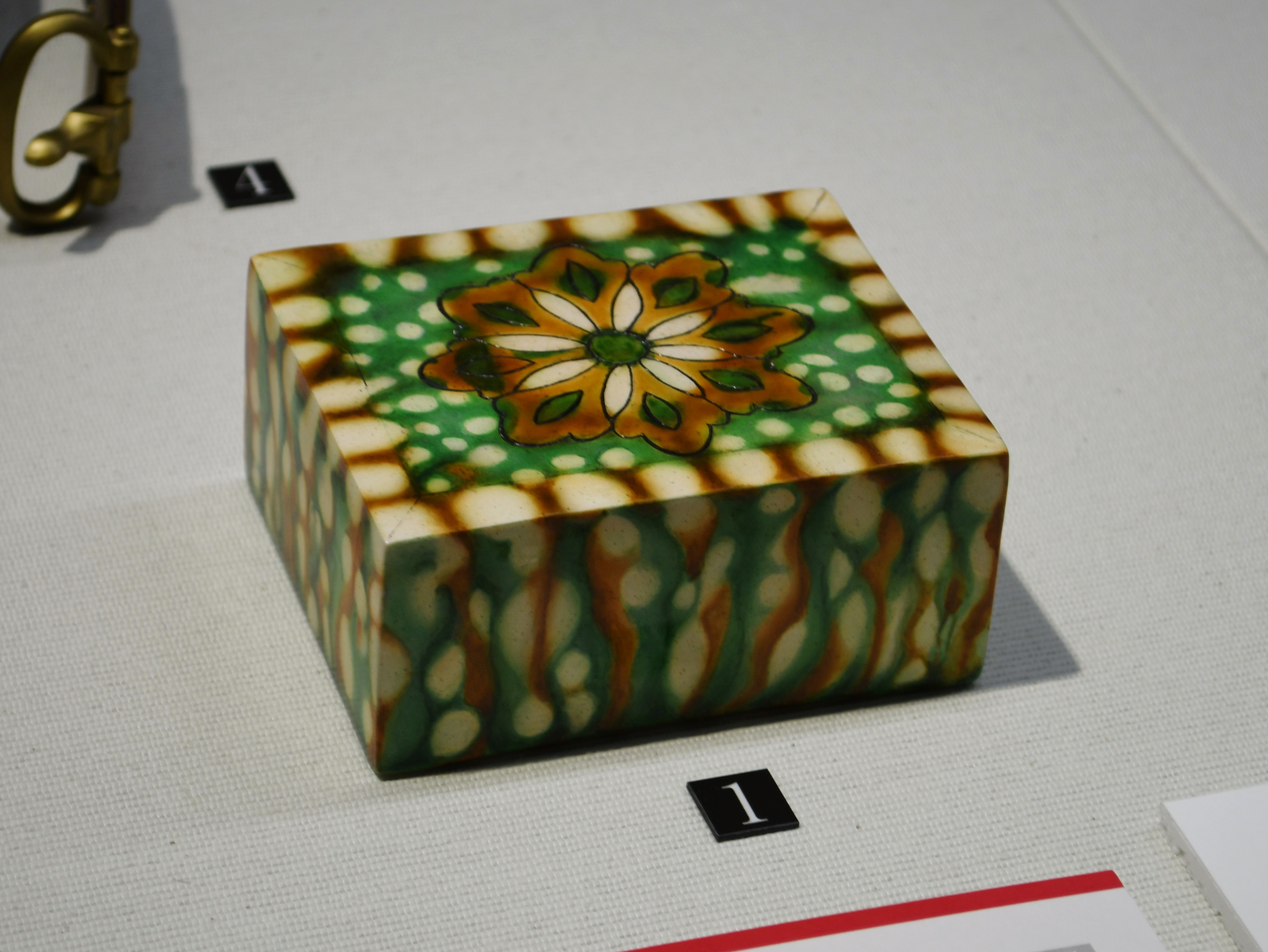
多田山12号墳出土 唐三彩 陶枕（複製）
群馬県立歴史博物館展示。

中国の陶枕は、唐代、宋代の物が伝わり、意匠の変化が喜ばれたらしい。唐三彩の物は実用品が副葬品に用いられたらしく、中は中空で、内に小石を収め、振ると音がする。宋代の物は黒定窯、磁州窯などが多く、墨絵のもの、へら彫り模様などがある。トラの枕が多いのは魔除けであろうという。
朝鮮の陶枕は、 tocchin とよばれ、枕隅といって布製の枕の両端を装飾するため磁器製の板に彫刻や染め付けをほどこしたものがある。いっぽうでは、朝鮮で、窯内の、焼き物のための焼台をもまた「陶枕」といい、それが丸窯とともに日本に伝わり、「トチン」、「トチミ」、「トチ」の用語が陶場に普及した。日本の文人にも中国の陶枕を愛用するものもまれにあって、頭部を冷ややかならしめるのがよいなどととなえた。明治時代には瀬戸などの白磁製の角枕が中国に輸出された。